# Ропчице (станция)
Ропчице  (пол. Ropczyce) — железнодорожная станция в городе Ропчице (расположенная в дзельнице Чекай), в Подкарпатском воеводстве Польши. Имеет 1 платформу и 2 пути.
Станция была построена на линии Галицкой железной дороги имени Карла Людвига в 1858 году, когда эта территория была в составе Королевства Галиции и Лодомерии.